# Rosalie Loveling
Rosalie Loveling, née le 19 mars 1834 à Nevele et morte le 4 mai 1875  à Nevele, est une écrivaine et poétesse belge d'expression flamande. Elle a parfois utilisé le pseudonyme W.G.E. Walter.

## Biographie
Elle est la sœur de l'écrivaine Virginie Loveling.

## Œuvres
Ses œuvres ne sont pas traduites en français.
- Gedichten, 1870
- Gedichten, 1877
- Gedichten, 1889
- Novellen, 1874
- Nieuwe novellen, 1875
- Polydoor en Theodoor en andere novellen en schetsen, 1882